# 76. Garde-Luftsturm-Division
Die 76. Garde-Luftsturm-Division (russisch: 76-я гвардейская десантно-штурмовая Черниговская Краснознамённая, ордена Суворова дивизия) ist eine von vier Divisionen der Luftlandetruppen Russlands.
Als 76. Garde-Schützendivision war die Division an der Orjoler Operation, der Schlacht am Dnepr, Operation Bagration, der Schlacht um Ostpommern und der Berliner Operation beteiligt. Nach dem Krieg wurde die Division in eine Luftlandedivision umgegliedert und 1947 nach Pskow verlegt.
Seit 2006 ist die Division eine Garde-Luftsturm-Division, die Truppen sind dabei zu 100 Prozent als luftbewegliche Infanterie einsetzbar.

## Einsätze

### Ursprung
Die 76. Garde-Luftsturm-Division entstammte dem Oberkommando der 157. Schützendivision (1. Formation), die ihrerseits am 1. September 1939 auf Grundlage des 221. Schwarzmeer-Schützenregiments der 74. Tamaner-Schützendivision aufgestellt wurde.

### Zweiter Weltkrieg
Am 1. März 1943 wurde die sich im Rahmen der 64. Armee in der Schlacht von Stalingrad bewährte 157. Schützendivision (1. Formation) als 76. Garde-Schützen-Division neu organisiert.
Im April 1943 wurde die Division dem 9. Garde-Schützenkorps zugeteilt, welches wiederum als Teil der 61. Armee bei der Brjansker Front nahe der Stadt Belew im Raum Tula eingesetzt war.
Gliederung der 76. G.S.D.
- 234. Garde-Schützenregiment
- 237. Garde-Schützenregiment
- 239. Garde-Schützenregiment
- 154. Garde-Artillerie-Regiment

Ab 12. Juli 1943 nahm die Division an der Orjoler Operation teil und erzwang an der Naht zwischen der deutschen 2. Panzer- und der 9. Armee den Übergang am Fluss Oka und bildete mehrere Brückenköpfe.
Am 8. September brachen die Truppen aus der Region Orjol in Richtung auf Tschernigow auf und konnten bis 20. September 70 Kilometer tief bis zum Dorf Towstoles vordringen und die Stadt Tschernigow wieder einnehmen. Auf Stalins Befehl vom 21. September 1943 wurde der Division der Ehrenname „Tschernigower“ verliehen.
Ab 17. Juli 1944 startete die Division bei der Lublin-Brester Operation im Verband des 114. Schützenkorps der 70. Armee und als Teil der 1. Weißrussischen Front den Angriff aus dem Raum nordwestlich von Kowel. Vom 21. bis 26. Juli vereinigten sich die Truppen, die von Norden und Süden auf Brest vorrückten, 20 bis 25 Kilometer westlich der Stadt und umzingelten große Teile der deutschen 2. Armee. Für die Befreiung der Stadt Brest wurde der Division der Orden des Roten Banners verliehen.
Ende Januar 1945 stand die 70. Armee als Teil der 2. Weißrussischen Front bereits an der Weichsel, Teile der 76. Garde-Schützen-Division blockierten ab 25. Januar 1945 die Stadt Thorn.
Nach dem Vorstoß durch Westpreußen stürmten die Truppen der Division am 23. März die Stadt Zoppot und erreichten die Ostsee. Am Morgen des 25. März eroberte die Division Oliwa und rückte auf Danzig vor, das Ende März fiel.
Am 24. April konzentrierte sich die Division im Verband des 114. Schützenkorps (Generalleutnant D. I. Rjabyschew) im Raum Gardno, 20 Kilometer südlich von Stettin. Im Morgengrauen des 26. April überquerten die Truppen im Rahmen der Stettin-Rostocker Operation den Randow-Kanal, durchbrachen die deutsche Verteidigungslinie und besetzten Pritzlow. Am 2. Mai eroberte die Division die Stadt Güstrow und am 3. Mai die Orte Kassow und Bützow. Die Vorhut erreichte die Ostsee und traf am Stadtrand von Wismar auf Einheiten der Luftlandedivision der Alliierten Expeditionsarmee.

## Nachkriegszeit
Nach dem Krieg wurde die 76. Garde-Division am 6. Juli 1946 in die 76. Garde-Luftlande-Division umorganisiert und in Nowgorod stationiert. Im April 1947 verlegt das Hauptquartier nach Pskow, wo der spätere Kommandant aller sowjetischer Luftlandetruppen, Wassili Filippowitsch Margelow, im April 1948 zum Kommandeur der Division ernannt wurde.
Zwischen 1988 und 1992 nahmen die Fallschirmjäger der Division an der Eindämmung interethnischer Konflikte in Armenien, Aserbaidschan, Georgien, Kirgisistan, den Baltischen Staaten, Transnistrien, Nord- und Südossetien teil.
2014 war die Division maßgebend an der russischen Militärinvasion 2014 in der Ukraine beteiligt und wurde auch bei der Annexion der Krim eingesetzt. Am 18. August 2014 wurde sie mit dem Suworow-Orden ausgezeichnet.
Im Februar 2022 hatte sie den Auftrag, Kiew einzunehmen. Während des Massakers von Butscha waren Angehörige des 234. Garde-Schützenregiments in dem Ort eingesetzt und mutmaßlich auch an den Morden beteiligt.

## Kommandeure
- Generalmajor Alexander Wassiljewitsch Kirsanow, 1943–1948
- Generalmajor Wassili Filippowitsch Margelow, 1948–1950
- Generalmajor Michail Alexandrowitsch Jenschin, 1950–1953
- Gardeoberst Grigori Anisimowitsch Cholod, 1953–1955
- Generalmajor Nikolai Fjodorowitsch Sacharow, 1955–1957
- Generalmajor Andrei Alexejewitsch Jewdan, 1957–1959
- Gardeoberst Anatoli Fjodorowitsch Poluschkin, 1959–1962
- Generalmajor Viktor Iwanowitsch Ometow, 1962–1968
- Generalmajor Valentin Nikolajewitsch Kostylew, 1968–1971
- Generalmajor Leonid Georgjewitsch Kusmenko, 1971–1976
- Generalmajor Grigori Wassiljewitsch Onischtschenko, 1976–1979
- Generalmajor Albert Jewdokimowitsch Sljusar, 1979–1981
- Gardeoberst Juri Andrejewitsch Murawjow, 1981–1983
- Generalmajor Georgi Iwanowitsch Schpak, 1983–1986
- Generalmajor Wjatscheslaw Salichowitsch Khalilow, 1986–1990
- Generalmajor Juri Kirillowitsch Sosedow, 1990–1992
- Generalmajor Iwan Iljitsch Babitschew, 1992–1995
- Generalmajor Alexander Wassiljewitsch Popow, 1995–1996
- Generalmajor Stanislaw Jurjewitsch Semenjuta, 1996–2005
- Generalmajor Alexander Nikolajewitsch Kolpatschenko, 2005–2009
- Gardeoberst Igor Winogradski, 2009–2013
- Generalmajor Alexei Wassiljewitsch Naumetz, 2013–2018
- Generalmajor Igor Kapily, 2018–2020
- Gardeoberst Denis Schischow, 2022–2025
- Der am 10. März 2025 eingesetzte Kommandant Gardeoberst Abdulasis Schikhabidow wurde im Mai 2025 beerdigt.[3][4]